# Nanhai Shuiku
Nanhai Shuiku (kinesiska: 南海水库) är en reservoar i Kina. Den ligger i provinsen Fujian, i den sydöstra delen av landet, omkring 150 kilometer sydväst om provinshuvudstaden Fuzhou. Nanhai Shuiku ligger 113 meter över havet. I omgivningarna runt Nanhai Shuiku växer huvudsakligen savannskog.
Genomsnittlig årsnederbörd är 1 812 millimeter. Den regnigaste månaden är augusti, med i genomsnitt 329 mm nederbörd, och den torraste är oktober, med 13 mm nederbörd.